# Léon Cantave
Léon Cantave, né le 4 juillet 1910 à Mirebalais et mort le 16 février 1967 à Paris, est un général et un homme politique haïtien qui est chef d'État major de l'Armée puis président de la République du 2 avril au 25 mai 1957.

## Biographie
Avec le sénateur Louis Déjoie, ils font chuter le président Paul Magloire en décembre 1956. Franck Sylvain devient président par intérim avant d'être lui-même remplacé par Léon Cantave le 2 avril 1957.
Commandant des forces armées, il prend le pouvoir et met en place un gouvernement provisoire. 
Peu après, l’armée appelle Daniel Fignolé à la présidence. Ce dernier est renvoyé moins d’un mois au profit de François Duvalier.
Sous les Duvalier, Léon Cantave est mis d’office à la retraite.
En 1963, il tente de renverser le gouvernement Duvalier en envahissant Haïti par la République dominicaine. Il échoue et ses troupes sont repoussées par celles restées fidèles à Duvalier. En 1964, il est arrêté par le gouvernement dominicain et expulsé vers la France. Il meurt le 16 février 1967 à Paris.